# Силвър Боу
Окръг Силвър Боу (на английски: Silver Bow County) е окръг в щата Монтана, Съединени американски щати. Площта му е 1862 km², а населението - 34 602 души (2017). Административен център е град Бют.